# Valleyview
Valleyview är en ort i Kanada.   Den ligger i provinsen Alberta, i den centrala delen av landet, 3 100 km väster om huvudstaden Ottawa. Valleyview ligger 692 meter över havet och antalet invånare är 1 951.
Terrängen runt Valleyview är platt. Trakten runt Valleyview är nära nog obefolkad, med mindre än två invånare per kvadratkilometer..
Trakten runt Valleyview består till största delen av jordbruksmark.